# Emeljanovianus acarifer
Emeljanovianus acarifer är en insektsart som beskrevs av Lethierry 1888. Emeljanovianus acarifer ingår i släktet Emeljanovianus och familjen dvärgstritar. Inga underarter finns listade i Catalogue of Life.